# لي باول
لي باول (بالإنجليزية: Lee Powell)‏ (2 يونيو 1973 بكارليون في المملكة المتحدة - ) هو مدرب كرة قدم ولاعب كرة قدم بريطاني في مركز الهجوم. لعب مع نادي ساوثهامبتون وهاميلتون أكاديميكال ويوفل تاون.

## وصلات خارجية
- لي باول على موقع قاعدة بيانات كرة القدم.إي يو (الإنجليزية)
- لي باول على موقع Soccerbase.com (لاعب) (الإنجليزية)
- لي باول على موقع عالم كرة القدم.نت (الإنجليزية)